# Enda inter-arabe
Enda inter-arabe est une institution de microcrédit, à but non lucratif, basée en Tunisie.
Membre du réseau Enda Tiers-Monde basée au Sénégal, Enda inter-arabe contribue au développement économique du pays depuis 1995 et à la lutte contre la pauvreté, en permettant aux populations exclues du système financier formel d'accéder régulièrement à des services financiers adaptés à leurs besoins.

## Mission et vision
Cette institution est créée en 1990 par Essma Ben Hamida et son époux Michael Cracknell.
La mission de l'institution est de contribuer à l'amélioration des revenus et de la qualité de vie des Tunisiens à faibles revenus par le biais d'une institution socialement responsable, concevant des systèmes financiers adaptés, et en particulier des microcrédits, ainsi que des actions d'accompagnement et de formation,.

## Activités

### Produits financiers
Enda inter-arabe offre des produits pour les micro-entrepreneurs. Allant de 150 à 5 000 dinars, les produits de microcrédit sont destinés aux travailleurs indépendants, vulnérables en termes d'accès au capital financier et humain, de formation et d'encadrement.

### Services d'appui
Enda inter-arabe propose aussi des services d'accompagnement des micro-entrepreneurs pour aider ses clients tant au niveau de la gestion de l'entreprise que du développement humain. Ces services sont répartis autant dans les zones rurales que dans les zones urbaines. Les services comprennent l'éducation financière, les formations diverses, le diagnostic et le conseil individuel, les cercles de sensibilisation, l'appui à la commercialisation, etc.